# Ḩeydarābād (ort i Lorestan, lat 33,86, long 48,30)
Ḩeydarābād (persiska: حِيدَرابادِ چِشمِه بَرقی, حیدر آباد, Ḩeydarābād-e Cheshmeh Barqī) är en ort i Iran.   Den ligger i provinsen Lorestan, i den västra delen av landet, 400 km sydväst om huvudstaden Teheran. Ḩeydarābād ligger 1 637 meter över havet och antalet invånare är 112.
Terrängen runt Ḩeydarābād är kuperad åt nordost, men åt sydväst är den platt. Runt Ḩeydarābād är det ganska tätbefolkat, med 72 invånare per kvadratkilometer. Närmaste större samhälle är Aleshtar, 3,9 km väster om Ḩeydarābād. Trakten runt Ḩeydarābād består i huvudsak av gräsmarker.